# Really Love (KSI-dal)
A Really Love KSI kislemeze második stúdióalbumáról, az All Over the Placeről, amelyen közreműködött Craig David, producere pedig Digital Farm Animals volt. 2020. október 23-án jelent meg digitális letöltésként és streaming platformokon az RBC és BMG kiadókon keresztül. Stílusát tekintve UK garage és dance-pop, dalszövege szerelemről szól.
A Really Loveot pozitívan fogadták zenekritikusok, akik méltatták David refrénjét ás KSI magabiztos, energetikus versszakait. A dal harmadik helyig jutott a Brit kislemezlistán, ahol arany minősítést kapott a Brit Hanglemezgyártók Szövetségétől (BPI). Magyarországon 25. helyig jutott a Single Top 40 listán. 2020. október 23-án megjelent hozzá egy videóklip is, amelyben a két előadó látható egy síüdülőben.

## Megjelenés
2020. október 7-én KSI bejelentette Twitteren, hogy ki fog adni egy új kislemezt, majd két nappal később azt, hogy a címe Really Love és közreműködik rajta Craig David és Digital Farm Animals. 2020. október 23-án jelent meg digitális letöltésként és streaming platformokon az RBC és BMG kiadókon keresztül, mint az első kislemez KSI második albumáról, az All Over the Placeről. A dal mellé kiadtak egy videóklipet is. 
KSI, David és Digital Farm Animals előadták a dalt élőben, amely KSI YouTube-csatornáján jelent meg 2020. október 30-án, illetve felléptek vele október 31-én a The Jonathan Ross Shown (ITV) és a KISS Haunted House Party-n. 2020. december 25-én pedig felléptek vele a BBC One Top of the Pops Christmas Special műsorán. Több remix is megjelent a dalból. 2020. november 13-án Blinkie kiadta saját verzióját a dalból, míg Digital Farm Animals is feldolgozta azt újra, Tinie Tempah és Yxng Bane közreműködésével. 2020. december 12-én megjelent a R3HAB remix Sean Paullal.

## Videóklip
A Really Love videóklipjét Troy Roscoe rendezte és KSI YouTube-csatornáján jelent meg 2020. október 23-án 15:00-kor (UTC). 2020. november 9-én adtak ki egy videót, amelyben bemutatták hogy készült a klip. 2020. október 26-án KSI kiadott egy videót, amiben visszanézi a klipet Daviddel és Digital Farm Animalsszel.
A klipben a három előadó látható egy síüdülőben, síruhába öltözve. Sokat használja a CGI technológiát. A klip elején David egy hegy tetején látható, amelyre közben KSI felmászik. Egy jelenetben KSI egy jégtömbből vágja ki a SDMN feliratot, amely KSI YouTube-csoportjának, a Sidemennek a rövidítése. A videó végén egy kabinban táncolnak és buliznak.

## Közreműködő előadók
A Tidal adatai alapján.
- KSI – dalszerző, vokál
- Craig David – dalszerző, vokál
- Digital Farm Animals – producer, dalszerző
- Mojam – producer, dalszerző
- MNEK – dalszerző
- KABBA – dalszerző
- Adam Lunn – hangmérnök
- Kevin Grainger – hangmérnök
- DJ Pied Piper and the Masters of Ceremonies – dalszerző

## Slágerlisták
| Slágerlista (2020–2021)                   | Legmagasabb pozíció |
| ----------------------------------------- | ------------------- |
| Euro Digital Song Sales (Billboard)       | 2                   |
| Global Excl. US (Billboard)               | 111                 |
| Magyarország (Single Top 40)              | 25                  |
| Írország (IRMA)                           | 18                  |
| New Zealand Hot Singles (RMNZ)            | 7                   |
| Románia (Airplay 100)                     | 87                  |
| Skócia (OCC)                              | 2                   |
| Brit kislemezlista (OCC)                  | 3                   |
| Brit Dance-lista (OCC)                    | 2                   |
| Brit Indie-lista (OCC)                    | 1                   |
| US Hot Dance/Electronic Songs (Billboard) | 17                  |

## Minősítések
| Régió                    | Minősítés | Példányszám |
| ------------------------ | --------- | ----------- |
| Egyesült Királyság (BPI) | Arany     | 200,000     |

## Kiadások
| Régió              | Dátum              | Formátum(ok)                     | Verzió megnevezése         | Kiadó       |
| ------------------ | ------------------ | -------------------------------- | -------------------------- | ----------- |
| Világszerte        | 2020. október 23.  | - digitális letöltés - streaming | Original                   | - RBC - BMG |
| Egyesült Királyság | 2020. október 23.  | kortárs slágerrádió              | Original                   | - RBC - BMG |
| Világszerte        | 2020. november 13. | - digitális letöltés - streaming | Blinkie Remix              | - RBC - BMG |
| Világszerte        | 2020. november 20. | - digitális letöltés - streaming | Digital Farm Animals Remix | - RBC - BMG |
| Világszerte        | 2020. december 12. | - digitális letöltés - streaming | R3HAB Remix                | - RBC - BMG |